# 1998 DK36
1998 DK36 とは、アティラ群に属する可能性のある地球近傍小惑星の1つ。

## 軌道の性質
1998 DK36 の公転軌道は遠日点距離が0.980 auであり、地球軌道の近日点距離である0.983 au以内に収まっている。分類上、1998 DK36 はアティラ群に属し、アティラ群として発見された最初の小惑星となる。しかし、1998 DK36 は1998年2月23日の発見、わずか4回観測された後は行方不明になっている小惑星であり、軌道の計算精度は荒いものである。実際には 0.980 ± 0.052 au の誤差があるため、アティラ群の定義である遠日点距離0.983 auを超えてアテン群に属する可能性がある。このため、1998 DK36 はアティラ群の小惑星として初めて発見されたが、初めてアティラ群に属する小惑星として確認されたのは2003年2月11日に発見されたアティラを待つことになる。
1998 DK36 の公転軌道は軌道離心率0.4の楕円形であり、近日点では水星軌道に接する。また軌道傾斜角は2度とほとんど傾いていない。210日前後の周期で公転すると考えられている。
1998 DK36 は発見前の1998年2月14日23時38分に地球に対して最短で8万2900kmまで接近したと考えられている。しかし、接近日は1日21時間49分の誤差があり、最適な値では170万km、最長で344万kmの所を通過したと推定されており、かなり誤差が大きい。また、名目上は月の軌道の内側に入り込んだ可能性のある唯一のアティラ群である。
1998 DK36 は衝突の可能性のある接近が17回想定されている。最も衝突可能性が高いのは2064年2月20日であり、0.000052%の確率で衝突する。

## 物理的性質
1998 DK36 は絶対等級25.0の天体であり、直径は34m、質量は5万2000トンと推定される小さな小惑星である。先述の通り軌道の計算精度が荒いため、衝突のリスクが評価されている。仮に衝突した場合、衝突速度は12.75km/sであり、1.0メガトンのエネルギーが放出されることになる。